# Merulanella wahrbergi
Merulanella wahrbergi är en kräftdjursart som beskrevs av Karl Wilhelm Verhoeff1926. Merulanella wahrbergi ingår i släktet Merulanella och familjen Armadillidae. Inga underarter finns listade i Catalogue of Life.